# Børge Jessen
Børge Jessen   (Copenhaguen, 19 de juny de 1907 - Copenhaguen, 20 de març de 1993) va ser un matemàtic danès.

## Vida i Obra
Jessen va néixer a Copenhaguen on va ser escolaritzat, cursant els estudis secundaris a l'institut Sankt Jørgens fins al 1925 i tenint com profesor el matemàtic hongarès Julius Pal. Des de 1925 fins a 1929 va estudiar matemàtiques a la universitat de Copenhaguen. El curs 1929-30 va estudiar a les universitats de Szeged i de Göttingen. En retornar a Copenhaguen el 1930, va defensar la seva tesi doctoral, dirigida per Harald Bohr, sobre anàlisi matemàtica i escrita en danès, però que després d'ampliar-la i traduir-la a l'anglès va ser publicada el 1934 a Acta Mathematica.
Des de 1930 fins a 1935, excepte algunes breus estades a universitats estrangeres, va ser professor de la Reial Universitat Veterinària i Agrícola de Copenhaguen,emtre intensificava la seva col·laboració amb Harald Bohr i amb Otto Neugebauer, que s'havia traslladat a Dinamarca fugint del nazisme. El 1935 va ser nomenat professor de geometria del Politècnic de Copenhaguen (actual Universitat Tècnica de Dinamarca) i el 1942 va substituir Johannes Hjelmslev com professor a la universitat de Copenhaguen, en la qual va romandre fins a la seva jubilació el 1977, amb les excepcions dels períodes que va ser professor visitant d'altres universitats estrangeres com la de Chicago.
Jessen va col·laborar, durant els anys 1930's i 40's, amb Bohr en l'estudi de la funció zeta i de les funcions quasi-periòdiques: és en aquesta època quan va fer les seves aportacions més notables: les inequacions de Jessen (1931), els teoremes de Jessen (1934) A la dècada de 1950 el seu interès matemàtic es va traslladar al problema de la partició dels poliedres i dels polítops.
Jessen va tenir una posició important en la ciència danesa després de la Segona Guerra Mundial: va ser president de la Societat Matemàtica de Dinamarca (1954-1958), president de la Fundació Carlsberg, editor de revistes científiques, figura destacada en la construcció del H.C. Ørsted Institute (el nou institut de matemàtiques, física i química de Copenhaguen erigit als anys 60), implicat en la reforma dels estudis universitaris i membre del patronat de la Fundació Rask-Ørsteds. També va ser membre del comitè de la Unió Matemàtica Internacional durant uns anys quan es va restablir a la dècada de 1950.
Els darrers anys de la seva vida van ser especialment penosos: a la mort de la seva dona el 1979 va seguir un progressiu empitjorament de la seva malaltia de Parkinson que el va incapacitar. En morir prematurament el seu fill el 1990 va ser ingressat en una residència on va viure amb la ment clara però el cos paralitzat fins a la seva mort el 1993.